# تولوس
تولوسِه (به دانمارکی: Tølløse) یک شهرک در دانمارک است که در شهرداری هولبک واقع شده‌است. تولوسه ۳٬۷۲۸ نفر جمعیت دارد.